# Benedykta Wittelsbach (Pfalz-Simmern)
Benedykta Henrietta Wittelsbach (ur. 14 marca 1652 w Paryżu; zm. 12 sierpnia 1730 w Asnières-sur-Seine) - księżniczka Palatynatu-Simmern, księżna Brunszwiku-Lüneburga.
Córka księcia Edwarda Wittelsbacha księcia Palatynatu-Simmern i Anny Gonzagi. Jej dziadkami byli: Fryderyk V „Zimowy król“ i Elżbieta Stuart oraz Karol Gonzaga i Katarzyna Lotaryńska-Guise. Siostrzenica polskiej królowej Ludwiki Marii Gonzagi.
30 listopada 1668 wyszła za mąż za Jana Fryderyka Welfa księcia Brunszwiku-Lüneburga. Mieli czwórkę dzieci:
- Annę Zofię (1670-1672)
- Karolinę Felicytę (1671-1710) – wyszła za mąż za księcia Modeny i Reggio, Rinalda d’Este;
- Henrykę Marię (1672-1757) ;
- Wilhelminę Amalię (1673-1742) – wyszła za mąż za cesarza rzymskiego Józefa I Habsburskiego.